# 収用
収用（しゅうよう。英: expropriation）または接収は、公権力による強制的な動産または不動産の差し押さえである。有償あるいは無償であり、一時的措置あるいは恒久的措置である。例えば、戦時中には食料や動物を所有者から没収することがありえる。土地の場合は土地収用と呼ばれる。
エストニアでは、不動産の収用は「不動産収用法」によって規制されている。